# روني بيرد (لاعب كرة قدم)
روني بيرد (بالإنجليزية: Rony Beard)‏ (24 نوفمبر 1988 ببويرتو بلاتا في جمهورية الدومينيكان - ) هو لاعب كرة قدم دومينيكي في مركز الوسط. شارك مع منتخب جمهورية الدومينيكان لكرة القدم. أما مع النوادي، فقد لعب مع Cibao FC ‏ وHellín Deportivo ‏ وCD Marchamalo ‏ وCD Quintanar del Rey ‏ وCD Coslada ‏ وريال آبلة ‏.

## وصلات خارجية
- روني بيرد على موقع قاعدة بيانات كرة القدم.إي يو (الإنجليزية)
- روني بيرد على موقع ناشيونال فوتبول تيمز (الإنجليزية)
- روني بيرد على موقع Soccerway.com (الإنجليزية)